# سفارة السعودية في ألمانيا
سفارة المملكة العربية السعودية في برلين هي مقر التمثيل الدبلوماسي للمملكة العربية السعودية في ألمانيا. يقع مبنى السفارة في تييرغارتن شتراسه 33/34 في منطقة تييرغارتن في حي ميته. يوجد في مدينة فرانكفورت قنصلية عامة للمملكة العربية السعودية يتم تنظيمها بشكل مستقل عن الدائرة القنصلية بالسفارة.
يترأس البعثة السفير عبد الله بن خالد بن سلطان آل سعود منذ 31 مايو 2023.

## لمحة تاريخية
في وقت مبكر من عام 1929 وُقعت معاهدة صداقة بين الرايخ الألماني ومملكة الحجاز ونجد وملحقاتها.
في 10 نوفمبر 1954 أقامت السعودية وجمهورية ألمانيا الاتحادية علاقات دبلوماسية. من عام 1957 إلى عام 2001 كانت سفارة المملكة العربية السعودية تقع في العاصمة الاتحادية آنذاك بون في Rheinallee 27 و Godesberger Allee 40-42.
مع إعادة توحيد ألمانيا ونقل مقر الحكومة الألمانية إلى برلين من خلال قانون بون برلين، خططت المملكة أيضًا لنقل سفارتها إلى العاصمة.

## مبنى السفارة
بُني مبنى جديد في برلين بين عامي 2006 و 2008 بناءً على تصميمات المهندسين المعماريين غيرهارد بارتلز ونبيل فانوس وكانت شركة BCB Bartels Consult GmbH و Braun و Schlockermann & Partner مسئولين عن التنفيذ والتخطيط. يهيمن على مجمع المبنى جزء نصف دائري من المبنى بواجهة مصنوعة من عناصر زخرفية مربعة من الفولاذ المقاوم للصدأ ومكعب زجاجي غائر كمنطقة دخول. يوجد طابقان سفليان وأربعة طوابق كاملة وأرضية متداخلة كمساحة قابلة للاستخدام. يضم المبنى السفارة والقنصلية ومقر إقامة السفير. صُممت المرافق الخارجية بشكل فني مع مساحات خضراء غنية وهناك أيضًا نوافير مختلفة تعكس المياه فيها الهندسة المعمارية للمبنى.

## السفراء
- عواد بن صالح العواد
- محمد بن عبد الله آل دوّاس (قائم بالأعمال بالإنابة)
- فيصل بن فرحان بن عبد الله آل سعود 27 مارس 2019 - أكتوبر 2019
- عصام بن إبراهيم بيت المال من 4 نوفمبر 2020[2]
- عبد الله بن خالد بن سلطان آل سعود منذ 31 مايو 2023[3]

## وصلات خارجية
- موقع سفارة المملكة العربية السعودية السعودية في ألمانيا
- وزارة الخارجية السعودية